# Kováts Károly
Kováts Károly, Kovács (Újvidék, 1875. október 26. – Szentes, 1945. január 1.) festőművész. 

## Életútja

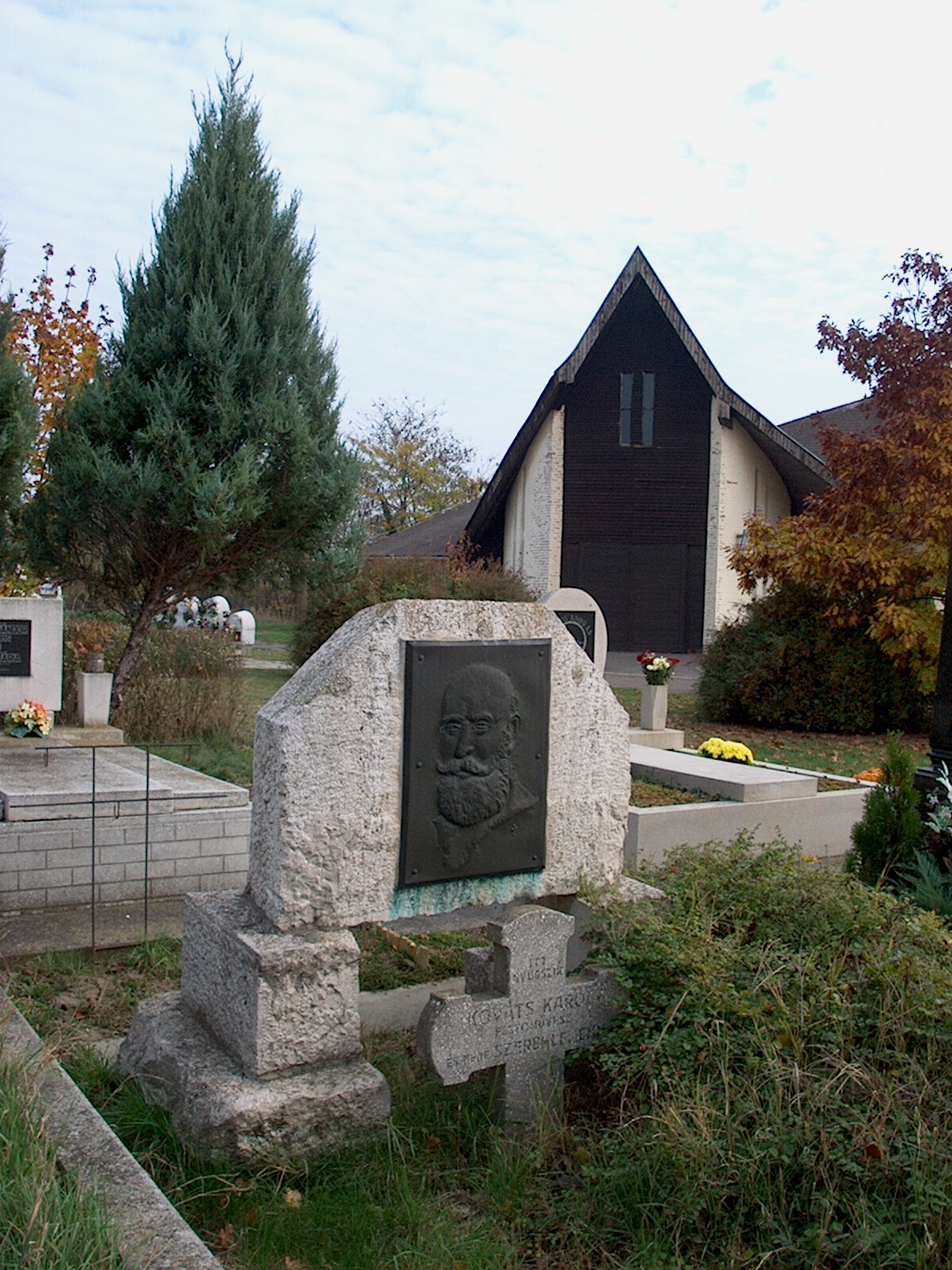
Kováts Károly sírja a szentesi Kálvária-temető díszsírhely-sorában

Szülei Kováts Móric városi hivatalnok és Weiman Paulina. Budapesten és Münchenben tanult; 1894-től állította ki a Műcsarnokban zsáner- és tájképeit. 1902-ben Viribus unitis c. képét vette meg az állam (később a Békéscsabai Múzeumba került.) Kováts Pécsett, majd Palánkán működött, később Szentesen telepedett le, ahol 1926-ban gyűjteményes kiállítást is rendezett. Több alkotása megtalálható a szentesi múzeumban. 
Felesége Szeremley Emma volt, akivel Túrkevén kötött házasságot 1902. november 10-én.